# Mugi Kadowaki
Mugi Kadowaki (門脇 麦, Kadowaki Mugi), née le 10 août 1992 à New York, est une actrice japonaise,

## Filmographie partielle

### Cinéma
- 2014 : Ai no uzu (愛の渦?) de Daisuke Miura (ja)
- 2016 : La Fille-loup et le Prince noir (オオカミ少女と黒王子, Ōkami shōjo to kuro ōji?) de Ryūichi Hiroki
- 2016 : Le Cœur régulier de Vanja d'Alcantara : Hiromi
- 2017 : Close-Knit (彼らが本気で編むときは, Karera ga honki de amu toki wa?) de Naoko Ogigami
- 2018 : Dare to Stop Us (止められるか、俺たちを, Tomerareru ka, oretachi o?) de Kazuya Shiraishi : Megumi Yoshizumi
- 2021 : Aristocrats (あのこは貴族, Anoko wa Kizoku?) de Yukiko Sode (ja) : Hanako
- 2023 : La Mélancolie (ほつれる, Hotsureru?) de Takuya Katō (ja) : Wakako

## Distinctions
Sauf indication contraire, les informations mentionnées dans cette section peuvent être confirmées par la base de données cinématographiques IMDb,  présente dans la section « Liens externes ».

### Récompenses
- 2015 : prix Kinema Junpō de la révélation féminine pour Ai no uzu[3]
- 2019 : Blue Ribbon Award de la meilleure actrice pour Dare to Stop Us[4]

### Nominations
- 2018 : Nikkan Sports Film Award de la meilleure actrice pour Dare to Stop Us